# Arturo Salinas Garza
José Arturo Salinas Garza (Guadalupe, Nuevo León; 11 de abril de 1975) es un político y abogado mexicano. Desde agosto de 2021 es presidente del Tribunal Superior de Justicia del Estado de Nuevo León. Ha sido diputado del Congreso de la Unión de 2012 a 2015 y diputado del Congreso del Estado de Nuevo León de 2000 a 2003 y de 2015 a 2018.

## Primeros años
José Arturo Salinas Garza nació el 11 de abril de 1975 en Guadalupe, Nuevo León. Estudió la licenciatura en derecho en el Instituto Tecnológico y de Estudios Superiores de Monterrey, la maestría en derecho mercantil en la Universidad Autónoma de Nuevo León y la especialización en dirección de empresas en el Instituto Panamericano de Alta Dirección de Empresa. Igualmente se inscribió a la maestría en valuación inmobiliaria en la Universidad Autónoma de Coahuila, aunque nunca concluyó los estudios.

## Trayectoria profesional
Desde 1998 es miembro del Partido Acción Nacional (PAN). En las elecciones estatales de Nuevo León de 2000 fue electo como diputado plurinominal en la LXIX Legislatura del Congreso del Estado de Nuevo León en representación del Partido Acción Nacional. Ocupó el cargo del 15 de octubre de 2000 al 14 de octubre de 2003. En 2003 fue candidato a diputado federal por el distrito 6 de Nuevo León. De 2004 a 2011 se desempeñó como delegado federal de la Secretaría de Economía en el Estado de Nuevo León.
En las elecciones federales de 2012 fue electo como diputado federal de la LXII Legislatura del Congreso de la Unión. Fue diputado plurinominal de la segunda circunscripción en representación del Partido Acción Nacional del 1 de septiembre de 2012 al 31 de agosto de 2015. Dentro del congreso fue presidente de la comisión de fomento al federalismo.
En las elecciones estatales de Nuevo León de 2015 fue electo como diputado del Congreso del Estado de Nuevo León en representación del distrito 4, con sede en Monterrey. Ocupó el cargo en la LXXIV Legislatura del 1 de septiembre de 2015 al 31 de agsoto de 2018.
En diciembre de 2020 fue nombrado magistrado de la octava sala de lo civil por el Congreso del Estado de Nuevo León. El 1 de agosto de 2021 fue electo como presidente del Tribunal Superior de Justicia de Nuevo León por unanimidad de los dieciséis magistrados del Poder Judicial del Estado para un periodo de dos años. En agosto de 2023 fue reelecto en el cargo por unanimidad para dos años más.
El 4 de diciembre reasumió la presidencia del del Tribunal Superior de Justicia de Nuevo León. 

## Nominación como gobernador interino de Nuevo León
En medio de la crisis política local en octubre de 2023 el gobernador de Nuevo León, Samuel García Sepúlveda, solicitó licencia de su cargo por seis meses, efectiva a partir del 2 de diciembre de 2023, para competir en las elecciones presidenciales de 2024. El Congreso del Estado de Nuevo León aceptó la licencia de García y designó a Arturo Salinas Garza como gobernador interino del estado a partir de que la licencia de García entre en vigor. Salinas Garza pidió licencia de su cargo de presidente del Tribunal Superior de Justicia de Nuevo León el 25 de octubre. Posteriormente rindió protesta del cargo de gobernador interino ese mismo día de manera simbólica, pues su periodo inicia hasta el 2 de diciembre.
La designación de Salinas Garza como futuro gobernador interino fue criticada por el propio gobernador Samuel García, quién aspiraba a que su vacancia fuera cubierta por su secretario general de gobierno, Javier Navarro Velasco. García acusó que el nombramiento de Salinas Garza como su sustituto era «ilegal» y una «imposición del congreso». El 26 de octubre la bancada del partido Movimiento Ciudadano en la Cámara de Diputados de México pidió el inicio de un juicio político en contra de Arturo García Salinas acusándolo de «usurpación de funciones» por su designación como futuro gobernador interino.
El 13 de noviembre, el ministro de la Suprema Corte de Justicia de la Nación, Javier Laynez Potisek, anuló provisionalmente el nombramiento de Arturo Salinas Garza como gobernador interino del estado. Igual medida aplicó contra el nombramiento de Javier Navarro por parte del gobernador Samuel García.